# Чжао Сюе
Чжао Сюе (кит.: 赵雪; народилась 6 квітня 1985 в Цзінані, Шаньдун) китайська шахістка. 2008 року стала в Китаї 24-м гросмейстером.
Її рейтинг станом на березень 2020 року — 2486 (15-те місце у світі, 5-те — серед шахісток Китаю).

## Кар'єра
Її найбільшим успіхом в індивідуальних змаганнях дотепер залишається перемога 2002 року на чемпіонаті світу з шахів серед юніорок до 20 років, де вона перемогла Хампі Конеру на тай-брейку.
2007 року посіла друге місце на жіночому супертурнірі Кубок Північного Уралу з результатом 6/9, програвши екс-чемпіонці світу Джу Чен на тай-брейку.
На Чемпіонаті світу з шахів серед жінок 2008 її вибила у другому раунді співвітчизниця Шень Ян ½-1½.
У грудні 2010 взяла участь у Чемпіонаті світу з шахів серед жінок. Там вона спромоглась досягнути півфіналу, де програла своїй співвітчизниці Жуань Люфей з рахунком 1½-2½.
Була учасницею серії для Гран-Прі ФІДЕ серед жінок 2011-2012, потрапивши туди завдяки високому результату на Чемпіонаті світу з шахів серед жінок 2010. У Шеньчжень, вона закінчила з результатом 6/11, розділивши 5—6 місце з Жуань Люфей.
У жовтні 2011 Чжао Сюе виграла Гран-Прі ФІДЕ серед жінок у Нальчику, Росія, з приголомшливим результатом 9.5/11.

## Титул гросмейстера
У 2008 році здобула титул гросмейстера. Свої норми вона досягнула таким чином:
- 37-а шахова олімпіада (Жінки) в Турині, Італія, 21 травня — 4 червня 2006; результат 10/13
- Кубок Північного Уралу 2007 в Краснотур'їнську, Росія, від 21 до 31 липня 2007; результат 6/9

## Збірна
Чжао Сюе відіграла важливу роль в останніх двох перемогах жіночої збірної Китаю на шахових олімпіадах.
Набрала 11/12 (перформенс 2723) на 4-й дошці на 35-й шаховій олімпіаді в Бледі 2002 року, програвши лише одну гру. Та гра залишається єдиною, що вона програла на трьох олімпіадах.
З результатом 10/12 здобула індивідуальне золото на 3-й дошці (TPR 2603) на 36-й шаховій олімпіаді в Кальвії 2004 року; і повторила свій успіх, набравши 10/13 на 1-й дошці (TPR 2615) на 37-й шаховій олімпіаді в Турині 2006 року.
Вона привела Китай до перемоги на командному Чемпіонаті світу серед жінок, набравши 6 ½/8 (TPR 2693).

## Китай Шахи Ліга
Чжао Сюе грає за Пекінський шаховий клуб у Китайській шаховій лізі

## Зміни рейтингу
| На цьому місці має відображатися графік чи діаграма, однак з технічних причин його відображення наразі вимкнено. Будь ласка, не видаляйте код, який викликає це повідомлення. Розробники вже працюють для того, щоби відновити штатне функціонування цього графіка або діаграми. | |
| | На цьому місці має відображатися графік чи діаграма, однак з технічних причин його відображення наразі вимкнено. Будь ласка, не видаляйте код, який викликає це повідомлення. Розробники вже працюють для того, щоби відновити штатне функціонування цього графіка або діаграми. |